# 二乙烯基砜
二乙烯基砜是一种有机化合物，化学式为O
2S(CH=CH
2)
2，它存在结构为O
2S(CH=CH
2)R的多种衍生物。
它可由二(2-羟乙基)硫醚二乙酸酯被过氧化氢氧化、再热解脱除二分子乙酸得到：
(AcOCH
2CH
2)
2SO
2  →   (CH
2=CH)
2SO
2  +  2 HOAc (Ac = 乙酰基)